# 山木梨沙
山木 梨沙（やまき りさ、1997年10月14日 - ）は、日本の元歌手、元アイドルで、ハロー!プロジェクトに所属するカントリー・ガールズの元メンバー、そしてカレッジ・コスモスの元メンバー。ニックネームはやまっき、りさちゃん。イメージカラーはライム。
東京都出身。血液型B型。芸能活動をしていた期間の所属事務所はアップフロントプロモーション。
現在はソニーグループ株式会社採用担当。

## 略歴
2013年
- アイドルには興味がなかったものの、モーニング娘。へのあこがれが強かったため、オーディションを受けるも、最終審査で落選[注釈 1]。
- すでに高校生になっていたこともあり、「伸びしろがない」と自分では思っていたが、親から「まずは、プロのレッスンを受けてみたら」と言われたこともあり、モーニング娘。を目指しハロプロ研修生入りした[6]。9月22日、同オーディションで最終審査まで残った他の6名（横川夢衣・新沼希空・大浦央菜・段原瑠々・羽賀朱音・船木結）と共にハロプロ研修生に加入することが、ハロプロ研修生 Official YouTube Channelにて発表される[7]。

2014年
- 3月14日 - 23日、池袋シアターグリーン BOX in BOX THEATERにて行われた舞台、演劇女子部「僕たち可憐な少年合唱団」に田辺奈菜美・浜浦彩乃・山岸理子・加賀楓・室田瑞希・佐々木莉佳子・大浦央菜と共に出演[8]。
- その後、モーニング娘。'14やスマイレージ（後のアンジュルム）の新メンバーが決まっていき、不安を感じる中で舞台出演が決まり、研修生内では稲場愛香と同じく最年長であったため今後の研修生としての身の振り方[注釈 2]より、まずはそれに全力を尽くそうとしていた矢先、里田まいからカントリー・ガールズ加入決定が伝えられ、カントリー・ガールズのメンバーとして舞台出演することになった。
- 11月5日、カントリー・ガールズに加入[2]。

2016年
- 9月17日、『しな水アンバサダー』に就任。[9]
- 11月7日、『週刊ビッグコミックスピリッツ』45号にて初めて単独表紙を務め、初めて水着を披露した[10]。

2018年
- 10月3日、スペースクラフトとアップフロントグループの共同プロジェクトである、現役女子大生25人によるアイドルグループ「カレッジ・コスモス」への参加が決定。カントリー・ガールズと兼任することが発表された[11][12]。

2019年
- 10月18日、12月26日に行われるLINE CUBE SHIBUYAでのコンサートをもって森戸知沙希・小関舞・船木結と共にカントリー・ガールズを卒業することを発表。これに伴いカントリー・ガールズは活動休止する。また、ハロー!プロジェクト、カレッジ・コスモスも卒業し芸能活動は引退する予定[13]。
- 10月31日、カレッジ・コスモスを卒業[14]。
- 12月26日、LINE CUBE SHIBUYAにて開催されたライブ『カントリー・ガールズ ライブ2019 〜愛おしくってごめんね〜』を以ってカントリー・ガールズ、およびハロー!プロジェクトを卒業し、芸能界を引退した[15]。

2020年
- 4月、ソニー株式会社（現ソニーグループ株式会社）に入社。

現在は、ソニーグループ株式会社の採用担当として会社紹介の動画製作や採用イベントの企画などを担当している。
2022年
- 6月20日、モーニング娘。'22の武道館公演で卒業した森戸知沙希に元カントリー・ガールズのメンバーである小関舞、梁川奈々美、船木結と連名で花束を贈呈。当日は会場にも足を踏み入れ、公の場に姿を見せた[16]。

## 人物
- 好きなハロー!プロジェクトの先輩は、道重さゆみ。道重同様、アイドルになりたいというのではなく、ハロー!プロジェクトに入りたい、モーニング娘。になりたいというのが、オーディション応募の契機だった。
- 嗣永桃子にはカントリー・ガールズ時代に一番近くで“アイドルとはなんたるかを一から百ぐらいまで”教わったという[17]。そして道重と嗣永についてはベクトルは違うがすごく信念を持ったプロフェッショナルとして、精神面の上でも目標にしている[18]。
- 好きな食べ物はまぐろ[19]、こしあん、みかん、うどん、チョコレート、コーンスープ。おまんじゅう、好きな模様はトランプ柄である[20]。
- 好きな言葉はカントリー・ガールズの『VIVA!!薔薇色の人生』の歌詞にある“困難荒波大歓迎”[21][22]
- 特技はピアノ[23]の他に絵を描くことで、山木が描いたイラストのメンバーのキーホルダーが販売されている他、カントリー・ガールズの楽曲「わかっているのにごめんね」MVにでてくる紙芝居の絵も描いている[24]
- 乗馬も、中学での部活は馬術部に所属し、現在でもライセンスを取得するほどの腕前である[25]。
- 苦手なことは料理[26]
- カフェ巡りの他に漫画を読むことを趣味としており[27]、好きな漫画は名探偵コナン。他に脱出ゲーム[28]。リアル脱出ゲームは趣味が高じて2018年4月28日から29日にかけて開催されたニコニコ超会議「ニコニコ超刑務所からの脱出」で2日間に渡り、司会を務めた[29]。
- 好きなスポーツは水泳[27]。
- 蛙が好きなほか、猫を三匹飼っている（ノルウェージャンフォレストキャット、アメリカンショートヘア、スコティッシュフォールド）[19]
- 2016年4月、大学に進学[30]。カレッジ・コスモス加入に伴い、慶應義塾大学商学部在籍であることを公表した[31]。

## 作品

### シングル
- 可憐な合唱団（2014年3月14日） - 演劇女子部「僕たち可憐な少年合唱団」劇中歌[32]

### 映像作品
- ℃-ute DVDマガジン Vol.40（2014年4月5日） - MC[33]
- Greeting〜山木梨沙〜（2015年12月11日）- BD[34]

## 出演

### ラジオ
- 60TRY部（2018年10月30日 - 2019年12月24日、ラジオ日本） - 火曜日レギュラー出演（不定期）[35]
- 今日は一日“ハロプロ”三昧（2019年8月16日、NHK FM） - ゲスト

### テレビ
- 〜おねだりエンタメ!〜はぴ★ぷれ（2014年4月5日 - 9月27日、BS日テレ） - レギュラー[36]

### 映像
- ℃-ute DVD Magazine Vol.40（2014年）･･･トータライザートークのMCとして出演
- Greeting～山木梨沙～（2015年）

### MV
- ワンだふる はちくん（歌：因幡晃、2014年）[37]
- アンジュルム（26thシングル）「恋はアッチャアッチャ」 - 公式 アッチャアッチャ応援隊

### 舞台
- 演劇女子部「僕たち可憐な少年合唱団」（2014年3月14日 - 23日、池袋シアターグリーン BOX in BOX THEATER）[8]
- 劇団「秦組」 vol.6『くるくると死と嫉妬』（2014年12月3日 - 11日、東池袋あうるすぽっと（豊島区立舞台芸術交流センター）[38]
- 演劇女子部「気絶するほど愛してる!」（2016年3月25日 - 4月3日、池袋シアターグリーン BIG TREE THEATER）[39][40] - ジェリー 役
- JKニンジャガールズ（2017年2月27日、全労済ホール/スペース・ゼロ） - 日替わりゲスト[41]
- 演劇女子部「遙かなる時空の中で6 外伝 〜黄昏ノ仮面〜」（2019年6月9日、サンシャイン劇場） - 友情出演[42]

### イベント
- 山木梨沙と楽しむ！リアル脱出ゲーム（2017年12月5日）[43]
- ニコニコ超会議2018「ニコニコ超刑務所からの脱出」（2018年4月28日 - 29日）[44]
- 山木梨沙と楽しむ！リアル脱出ゲーム 第2弾（2018年8月31日）[45][46]
- 山木梨沙と楽しむ！リアル脱出ゲーム 第3弾（2019年2月20日）[47]
- ニコニコ超会議2019「超ブラック企業からの脱出」（2019年4月27日 - 28日）[48][49]
- 山木梨沙と楽しむ！リアル脱出ゲーム 第4弾（2019年9月28日）[50]

## 書籍
- 山木梨沙(カントリー・ガールズ)ミニ写真集『Greeting-Photobook-』（2017年3月25日、オデッセー出版）[51]
- 山木梨沙(カントリー・ガールズ)ファーストビジュアルフォトブック『sketch me』（2018年2月14日、オデッセー出版、撮影：根本好伸）[52]
  - ISBN 978-4-9086-4322-4
- 山木梨沙(カントリー・ガールズ)ラストビジュアルフォトブック『Last Picture』（2019年12月11日、オデッセー出版、撮影：西村康）[53]
  - ISBN 978-4-9086-4344-6

## 所属グループ・ユニット
- カントリー・ガールズ（2014年 - 2019年）
- カレッジ・コスモス（2018年 - 2019年）
- シャッフルユニット
  - ハロプロ・オールスターズ（2018年 - 2019年）